# Testudinaceae
Testudinaceae es una familia de hongos en el orden Pleosporales. Los taxones tienen una distribución amplia, especialmente en hábitats xerófilos.